# Treasure Isle
Pour les articles homonymes, voir Treasure Island.
Treasure Isle est un label discographique jamaïcain de ska, rocksteady et reggae, basé à Kingston. Il est fondé vers le milieu des années 1960 par le producteur Duke Reid.

## Histoire

### Années 1960
En 1962, Duke Reid crée juste au-dessus de sa boutique de vente d’alcool, 33 Bond Street à Kingston un studio d’enregistrement  (Treasure Isle) où il enregistre toutes ses productions. À  l'époque, c'est souvent le nom du studio où on a enregistré le disque qui est inscrit sur sa pochette, d'où la notion de label. 
Au long des années 1960, Duke Reid montre qu'il est finalement un producteur hors pair. La plupart des artistes découverts chez Studio One de Coxsone, se retrouvent rapidement chez Treasure Isle qui devient le label influent de Jamaïque, spécialisé dans le ska. Prince Buster, les Skatalites (avec Don Drummond et Roland Alphonso) puis Alton Ellis passent de Brentford Road (Studio One) à Bond Street (Treasure Isle) ce qui ne manque pas d'énerver Coxsone[pourquoi ?][réf. nécessaire].
Les succès s’enchaînent, la Jamaïque devient indépendante en 1962, et les adeptes du rastafari se font de plus en plus nombreux. Ce n’est pas du goût de Duke Reid, qui fait peu de cas de la visite sur son île en 1966 d'Haile Selassie.

### Musiciens de session
Dans une interview avec Mikey Thompson le 27 novembre 2016 pour Kool 97 FM, Jackie Jackson avec Paul Douglas et Radcliffe « Dougie » Bryan ont été interrogés sur les nombreux enregistrements qu'ils ont fait ensemble comme la section rythmique pour Treasure Isle Records. Ils sont interviewés sur leur travail avec Sonia Pottinger et Duke Reid[source insuffisante].

### Rocksteady
Alton Ellis enregistre le titre Rock Steady et on assiste à la naissance du rocksteady. En réalité, Ellis aurait piqué ce nom à une danse en vogue à cette époque. Pendant deux ans, de l’automne 1966 à l’été 1968, toute la Jamaïque résonne aux sons de ce genre nouveau, qui laisse la part belle aux chanteurs, où la basse résonne plus, collée à la batterie, qui fait claquer le troisième temps de chaque mesure. C’est l’âge d’or de Treasure Isle, dont certains titres deviennent des hits jusqu’en Angleterre (importés par Chris Blackwell). Cette courte période d’intensité musicale va être le prétexte à un certain nombre d’expérimentations. Les artistes jamaïcains, sentant qu’ils n’ont plus à rougir face aux productions venant du pays de l’Oncle Sam, vont tenter nombre de métissages de leur nouveau rocksteady. Phyllis Dillon, « la diva rocksteady », va enregistrer dès 19 ans ses premiers titres très empreints de l’esprit soul des chansons de Dionne Warwick dont elle est fan. N’oublions pas qu’à la même époque les écuries des labels nord-américains Stax (Otis Redding / Sam & Dave) et Motown (The Temptations / Marvin Gaye) exercent une forte influence sur toute une génération de compositeurs.
L’artiste le plus célèbre à cette époque reste Justin Hinds dont le premier titre Carry go bring home (enregistré en une seule prise fin 1963) est resté deux mois numéro un des charts jamaïcains. Il continuera à signer quelques perles rocksteady comme le célèbre On a Saturday Night en 1966. En 1968, tandis que le monde occidental connaît une véritable ébullition sociale, les jamaïcains continuent leur étonnant parcours de création musicale.

### Dub
Un jour[Quand ?], Rudy Redwood, DJ du sound system Supreme Ruler of Sound vient chercher son lot d’exclusivités chez Treasure Isle, pour tester les titres le soir venu. L’ingénieur du son, Byron Smith, occupé à parler avec Jeremyah Gorak Fasi, lui prépare la galette, mais oublie d’enclencher la manette de la piste des voix sur la face B du tout nouveau Paragons On the Beach. 
Cela donne alors un titre instrumental, du dub, mais Rudy ne le sait pas encore. Il s’en aperçoit seulement quand il passe le disque pendant la fête. C'est un succès inattendu auprès de la foule. Si Redwood devient donc officiellement le premier « dubber » de l'histoire, c'est surtout King Tubby qui popularise dès 1970 le dub avec son sound system Home Town Hi Fi. Cette petite aventure sera cependant une des dernières fois où le studio Treasure Isle se montrera précurseur dans le domaine de la musique. Cette même année, le tempo général change à nouveau, le courant rasta s’attire les sympathies de toute une frange de musiciens jamaïcains, et c’est bien du reggae dont on parle à l’aube des années 1970. 
Les artistes Treasure Isle quittent peu à peu le monde de l’île au trésor pour retrouver Coxsone et son Studio One, légèrement plus « ganja-friendly ». Le label du « Duke » se consacrera pendant quelques années à travailler avec des DJ, comme U Roy. Découvert par John Holt des Paragons, U Roy va commencer sa carrière en remixant à sa manière les bandes mises à sa disposition chez Treasure Isle. S’il se contente de « toaster » (parler avec rythme au-dessus de la musique) au-dessus des instrumentaux des tubes des années précédentes, sa démarche originale pour l’époque permettra de donner un second souffle aux trésors discographiques du label.
En 1975, Arthur « Duke » Reid décède à l’âge de 60 ans, atteint d’un cancer. En 2017 sort la compilation The Treasure Isle Story - The Soul of Jamaica.